# Das Leben ist schön (Lied)
Das Leben ist schön ist ein Lied der deutschen Popsängerin Sarah Connor aus dem Jahr 2015.

## Entstehung und Veröffentlichung
Das Lied wurde von der Interpretin selbst, zusammen mit Simon Triebel und Alexander Zuckowski, geschrieben beziehungsweise komponiert. Connor und Zuckowski zeichneten darüber hinaus für die Produktion verantwortlich.
Die Erstveröffentlichung von Das Leben ist schön erfolgte als B-Seite der Single Wie schön du bist am 1. Mai 2015. Am 22. Mai 2015 erschien es als Teil von Sarah Connors achten Studioalbum Muttersprache. Connor, die der Ansicht war, man könne für dieses Lied kein Musikvideo drehen, veröffentlichte am 5. Juni 2015 ein Lyrikvideo auf YouTube, dieses zählte bis August 2023 über 14 Millionen Aufrufe.

## Inhalt
Es handelt vom Tod und der anschließenden Beerdigung. Der Tod wird als Tag, an dem man mit dem Wasser fließt, umschrieben. Man soll keine Trauer zeigen und keinen Chor engagieren, der Halleluja singt, sondern solle in den buntesten Kleidern kommen, feiern sowie tanzen mit einem lächenden Blick und einem Drink in der Hand. Zusätzlich soll ein Heißluftballon mit der riesengroßen Aufschrift: „Das Leben ist schön, auch wenn es vergeht.“ zur Beerdigung aufsteigen.

## Charts und Chartplatzierungen
Obwohl Das Leben ist schön nicht als Single erschien, erreichte es aufgrund von Downloads und Musikstreamings die Charts. Das Lied stieg am 22. Mai 2015 auf Rang 49 der deutschen Singlecharts ein, was zugleich die beste Platzierung darstellte. In der Folgewoche belegte es noch Rang 83, ehe es die Charts verließ.
| ChartsChartplatzierungen | Höchstplatzierung | Wochen |
| ------------------------ | ----------------- | ------ |
| Deutschland (GfK)        | 49 (2 Wo.)        | 2      |

## Coverversionen
- 2015: Gregor Meyle (Album: Meylensteine)[5]